# Пољице (Удбина)
Пољице је насељено мјесто у Лици. Припада општини Удбина, у Личко-сењској жупанији, Република Хрватска.

## Географија
Пољице је удаљено око 11 км јужно од Удбине. Сјеверно, преко Личке магистрале, налази се Ондић, а западно је Комић.

## Историја
Пољице се од распада Југославије до августа 1995. године налазило у Републици Српској Крајини. До територијалне реорганизације у Хрватској насеље се налазило у саставу бивше велике општине Кореница.

## Становништво
Према попису из 1991. године, насеље Пољице је имало 45 становника, и сви су били српске националности. Према попису становништва из 2001. године, Пољице је имало 3 становника. Пољице је према попису из 2011. године имало 9 становника.
| Националност       | 1991. | 1981. | 1971. | 1961. |
| Срби               | 45    |       |       |       |
| Југословени        |       |       |       |       |
| Хрвати             |       |       |       |       |
| остали и непознато |       |       |       |       |
| Укупно             | 45    | 75    | 100   | 143   |

| Демографија | Демографија | Демографија |
| Година      | Становника  | Становника  |
| ----------- | ----------- | ----------- |
| 1961.       | 143         |             |
| 1971.       | 100         |             |
| 1981.       | 75          |             |
| 1991.       | 45          |             |
| 2001.       | 3           |             |
| 2011.       |             | 9           |